# (19563) Brzezinska
(19563) Brzezinska (1999 JB124) – planetoida z grupy pasa głównego asteroid okrążająca Słońce w ciągu 3,41 lat w średniej odległości 2,26 j.a. Odkryta 14 maja 1999 roku.